# Karl-Heinz Kämmerling
Karl-Heinz Kämmerling (Dessau, 6 mai 1930 – Hanovre, 14 juin 2012) est un pédagogue du piano allemand renommé, qui a formé nombre de pianistes au Mozarteum de Salzbourg et à la Hochschule für Musik de Hanovre pour les préparer à leur carrière d'interprètes ou d'enseignants. Il est en tout spécialement connu pour sa capacité de former des élèves très jeunes et très doués.

## Carrière
Kämmerling étudie à la Hochschule für Musik de Leipzig avec Anton Rohden et Hugo Steurer. En dehors de l'enseignement au Mozarteum et à Hanovre, il est professeur invité à l'université de musique de Zagreb depuis 2004 et donne des classes de maître en Europe, aux États-unis et en Asie. Parmi ses élèves figurent notamment, Valentina Babor, Thomas Duis, Severin von Eckardstein, Henriette Gärtner, Bernd Goetzke (de), Michail Lifits, Philippe Giusiano, Peter Ovtcharov, Sophie Pacini, Oliver Kern, Alexander Vaguener, Igor Levit, Herbert Schuch, Márton Illés, Yu Kosuge, Matthieu Odell, Alice Sara Ott, Aaron Pilsan, Ragna Schirmer, Danae Dörken Lars Vogt, Andreas Domjanic et Moto Harada. Lors de la célébration de son 80e anniversaire, 80 de ses étudiants avaient remporté des compétitions nationales, 50 avaient gagné des compétitions internationales, et 21 étaient enseignants d'universités. Kämmerling a été particulièrement actif dans formation précoce des étudiants doués à la Hochschule de Hanovre. Il a été vice-président de l'université pendant six ans.
Kämmerling a été l'un des rédacteurs de la revue Üben und Musizieren (Pratiquer et jouer de la musique) et l'un des fondateurs et longtemps président de la branche allemande de l’European Piano Teachers Association. Il a été membre de divers fondations délivrant des bourses aux étudiants doués : la Deutsche Studienstiftung, de l'Instituts für Begabungsforschung in der Musik (Institut pour la recherche de talents musicaux) à l'Université de Paderborn. En 1979, il est le cofondateur de l'académie musicale internationale pour les solistes (IMAS) et son directeur artistique jusqu'en 2010.
Il a été membre de nombreux jurys de concours internationaux de piano, tels celui de Leeds, de Dresde, du concours Arthur Rubinstein (Tel-Aviv) et du concours Frédéric-Chopin.

## Prix
Kämmerling, a reçu le prix Niedersächsischer Staatspreis de Basse-Saxe en 1985. Il est fait officier de l'Ordre du Mérite de la République Fédérale d'Allemagne en  1999. En 2000, il reçoit l'ordre du mérite pour Services rendus à la République d'Autriche. Il était un membre honoraire du Deutscher Musikrat, du conseil de la musique allemand, membre du conseil international de la musique, depuis 2005.